# Leviathan erwacht
Leviathan erwacht (im Original: Leviathan Wakes) ist ein Science-Fiction-Roman von James S. A. Corey, dem Pseudonym von Daniel Abraham und Ty Franck, aus dem Jahr 2011. Es ist das erste Buch der The Expanse Romanreihe, gefolgt von Calibanʼs War (2012), Abaddonʼs Gate (2013) und sechs weiteren Romanen. Leviathan erwacht erschien auf Deutsch in der Übersetzung durch Jürgen Langowski im Jahr 2012; der Roman war 2012 für den Hugo Award für den besten Roman und den Locus Award für den besten Science-Fiction-Roman nominiert. Der Roman wurde 2015 als erste Staffel von der The Expanse Fernsehserie von Syfy fürs Fernsehen adaptiert. Fünf Kurzgeschichten, die vor, während oder nach Leviathan erwacht spielen, wurden zwischen 2011 und 2019 veröffentlicht.

## Hintergrund
Die Romanreihe ist in einer Zukunft angesiedelt, in der die Menschheit einen Großteil des  Sonnensystems kolonisiert hat. Die Erde, die von den Vereinten Nationen regiert wird, und die Mars-Republik agieren als konkurrierende Supermächte, die ein unruhiges Militärbündnis unterhalten, um eine doppelte Hegemonie über die Völker des  Asteroidengürtels, die so genannten „Belter“, auszuüben. Die Belter, deren Körper aufgrund der niedrigen Schwerkraft dünn und langgestreckt sind, verrichten die harte Arbeit, die das System mit wichtigen natürlichen Ressourcen versorgt, werden aber vom Rest des Sonnensystems weitgehend ausgegrenzt. Die Allianz der Äußeren Planeten (Outer Planets Alliance, OPA), ein Netzwerk lose verbundener militanter Gruppen, versucht, die Ausbeutung des Gürtels durch die „Inneren“ zu bekämpfen, die ihrerseits die OPA als terroristische Organisation gebrandmarkt haben. Die Geschichte wird aus der Sicht des Belter-Detektivs Joe Miller und des Erdenbewohners Jim Holden erzählt.

## Handlung
Das Eisfrachtschiff Canterbury (von den Beltern Cant genannt) ist auf dem Weg von den Saturnringen zur Station Ceres, als es ein Notsignal empfängt. Fünf Mitglieder der Cant-Besatzung werden mit einem Shuttle losgeschickt, um den Vorfall zu untersuchen: der leitende Offizier James Jim Holden, ein ehemaliger Offizier der UN-Marine (UNN), die Chefingenieurin Naomi Nagata, eine Belterin, der Pilot Alex Kamal, ein Veteran der Mars-Marine (MCRN), der Ingenieur Amos Burton und der Mediziner Shed Garvey. Sie entdecken ein verlassenes Transportschiff namens Scopuli. Sie finden keine Spur von der Besatzung des Schiffes, aber sie entdecken die Funkbake, die das Notsignal aussendet. Da sie vermuten, dass es sich bei dem Schiff um eine von Piraten gestellte Falle handelt, nehmen sie die Bake an sich und machen sich auf den Rückweg zur Cant. Bevor sie es schaffen, trifft ein unbekanntes Tarnkappen-Kriegsschiff ein und zerstört die Cant ohne Vorwarnung mit Atomwaffen. Holden schickt eine wütende Nachricht an das angreifende Schiff, aber es ignoriert ihn und verschwindet. Aufgrund der hochentwickelten Technologie des Kriegsschiffs und der Entdeckung, dass die Funkbake der Scopuli marsianischen Ursprungs ist, vermuten die Überlebenden, dass das MCRN hinter dem Angriff steckt.
Da das Shuttle durch das Trümmerfeld beschädigt wurde, nicht über den nötigen Treibstoff und die nötigen Vorräte verfügt, um einen Hafen zu erreichen, und da sie befürchten, dass die Angreifer zurückkehren könnten, wenn sie selbst ein Notsignal aussenden, sendet Holden eine Nachricht an das gesamte System, in der er den Mars in die Zerstörung der Cant verwickelt, in der Hoffnung, jeden Versuch zu vereiteln, sie im Rahmen einer Vertuschung zu töten. Daraufhin erhält das Shuttle den Befehl, sich mit dem MCRN-Schlachtschiff Donnager, dem Flaggschiff der Jupiterflotte des Mars, zu treffen. Auf dem Weg dorthin erhalten sie eine Nachricht von Fred Johnson, dem Leiter der Tycho Station, einem technischen Außenposten und einer Bauplattform, der seine Unterstützung anbietet. Johnson war ein hochdekorierter Kommandeur der UNN, als er den Befehl erhielt, einen Belter-Aufstand brutal niederzuschlagen, wofür er den Spitznamen „Schlächter der Anderson Station“ erhielt. Von Schuldgefühlen geplagt, legte er sein Amt nieder und setzte sich für die Rechte der Belter ein. Auf dem Weg zum Rendezvous wird das Shuttle von einer Gruppe unbekannter Schiffe verfolgt. Auf der Ceres-Station wird der Belter-Detektiv Josephus Joe Miller von Star Helix Security, der auf der Erde ansässigen privaten Sicherheitsfirma, die für die Überwachung der Station zuständig ist, beauftragt, Julie Mao, die Tochter des reichen Magnaten Jules-Pierre Mao, ausfindig zu machen und sie gegen ihren Willen zu ihrer Familie auf Luna zurückzuschicken. Als Holdens Nachricht auf Ceres eintrifft, kommt es zu Unruhen, und Miller muss feststellen, dass die Krawallausrüstung der Station verschwunden ist.
An Bord der Donnager bestreitet der Kapitän des Schiffes, dass das MCRN in den Angriff auf die Canterbury verwickelt war, und vermutet stattdessen, dass einer oder mehrere der Überlebenden des Shuttles die Cant als einen Akt des OPA-Terrorismus bombardiert haben könnten. Die unbekannten Schiffe, die das Shuttle verfolgten, ignorieren die Warnungen, den Kurs zu ändern, und werden von der Donnager beschossen. Zur Überraschung der marsianischen Besatzung erwidern die Schiffe das Feuer und entpuppen sich als dieselben Tarnkappenschiffe, die auch die Cant angegriffen haben. Obwohl die Donnager eines der fortschrittlichsten und tödlichsten Kriegsschiffe im Sonnensystem ist, wird sie von den geheimnisvollen feindlichen Schiffen überwältigt und schließlich geentert. Während des Kampfes durchschlägt ein Railgun-Geschoss den Rumpf und enthauptet Shed. Als klar wird, dass die Überlebenden der Cant das Ziel des Angriffs sind, erhält ein Team der Donnager-Marine den Befehl, sie zu evakuieren. Obwohl alle Marinesoldaten dabei getötet werden, gelingt es den vier überlebenden Cant-Besatzungsmitgliedern, an Bord der Korvette Tachi zu entkommen, kurz bevor die Donnager versenkt wird. Da sie immer noch nicht wissen, wer versucht, sie zu töten, beschließen sie, zur Tycho Station zu gehen. Dort erzählen die Überlebenden der Cant Fred Johnson, was sie gesehen haben, und dieser verrät ihnen, dass er ein einflussreiches Mitglied der OPA ist. Sie erhalten von Fred neue Transpondercodes für die Tachi, tarnen das Schiff als Gastransporter und benennen es in Rocinante um. Fred schickt die Roci (so der Spitzname der Besatzung) zur Eros Station, um einen OPA-Mitarbeiter zu finden, der unter dem Pseudonym Lionel Polanski arbeitet.
Auf Ceres hat Miller eine Abwanderung von Kriminellen aus der Station festgestellt. Er findet auch heraus, dass Julie Maos Vater sie nur zwei Wochen vor der Zerstörung des Cant vor einem Angriff im Belt gewarnt hatte. Daraufhin wird er von Anderson Dawes, dem Anführer des Ceres-Zweigs der OPA, konfrontiert, der ihm erzählt, dass Julie Mao der OPA beigetreten und während einer wichtigen Mission an Bord der Scopuli verschwunden sei. Dawes ermahnt Miller, der Sache nicht weiter nachzugehen. Miller legt diese Information seinem Chef, Captain Shaddid, vor, aber auch sie weist ihn an, den Fall fallen zu lassen. Miller ist jedoch von Julie besessen, und als er darauf besteht, wird er von Shaddid gefeuert, die, wie sich herausstellt, mit Dawes unter einer Decke steckt. Miller hat jedoch immer noch Zugang zu den Andockprotokollen aller Häfen des Gürtels, zu denen er vor seiner Entlassung Zugang erhalten hatte. Nachdem er erkannt hat, dass die Scopuli dasselbe Schiff war, das in Holdens Sendung erwähnt wurde, kann er anhand der Registrierungsdaten erkennen, dass es sich bei der Rocinante um die frühere Tachi handelt, und er macht sich auf den Weg nach Eros. Auf Eros findet Miller die Besatzung der Roci in einem Hotel, in dem Lionel Polanski als Gast aufgeführt war. In Polanskis Zimmer finden sie die Leiche von Julie Mao, die von einer seltsamen organischen Wucherung bedeckt ist. Auf ihrem Telefon findet Miller Aufzeichnungen über das Fortschreiten ihres Leidens, das offenbar durch die Einwirkung von Energie und Strahlung ausgelöst wird, sowie die Koordinaten eines Asteroiden, an dem eines der Schiffe angedockt ist, die die Cant angegriffen haben. Bevor sie die Station verlassen können, wird Strahlungsalarm ausgerufen und die Sicherheitskräfte der Station beginnen, die Menschen in die Strahlungsschutzräume zu treiben. Miller erkennt einige der Sicherheitsbeamten als Kriminelle von Ceres, die die fehlende Star Helix-Kleidung tragen. Er und Holden bleiben zurück, um Nachforschungen anzustellen, während der Rest der Besatzung auf die Roci zurückgeschickt wird. Sie entdecken, dass die Menschen in den Unterkünften mit einer unbekannten Substanz vergiftet und einer extrem hohen Strahlung ausgesetzt wurden. Auf dem Weg zu den Docks stellen sie fest, dass die Menschen in den Unterkünften mit demselben Organismus wie Julie infiziert waren und die Strahlung für sein schnelles Wachstum genutzt wurde. Sie sehen, wie die Infizierten die Sicherheitskräfte angreifen und die Infektion an alle weitergeben, die den Strahlungskammern entkommen konnten. Sie entkommen, als die Kammer überrannt wird.
Fred kontaktiert Holden und teilt ihm mit, dass die Analyse eines Datenchips, der einem der toten Marinesoldaten der Donnager gehörte, ergeben hat, dass die mysteriösen Tarnschiffe auf Luna gebaut wurden. Holden gibt diese Information in einer weiteren öffentlichen Sendung bekannt, in der Hoffnung, die Spannungen abzubauen, die durch seine vorherige Anschuldigung gegen das MCRN entstanden sind. Diese Strategie geht jedoch nach hinten los, und die UNO, die befürchtet, für den Angriff auf die Donnager verantwortlich gemacht zu werden, startet einen Präventivschlag gegen das MCRN, indem sie Deimos, den Standort einer marsianischen Militäreinrichtung, zerstört, was zu einem Patt zwischen den beiden Seiten führt. Miller und die Besatzung der Roci folgen den Koordinaten von Julies Telefon und finden eines der Tarnschiffe, die Anubis, verlassen vor. Im Reaktorraum stellen sie fest, dass dieselbe organische Wucherung, die Julie Maos Körper befallen hatte, die gesamte restliche Besatzung der Anubis und der Scopuli, die sie gefangen genommen hatten, verzehrt hat. Sie finden ein Video, in dem erklärt wird, dass es sich bei dem Organismus um einen biologischen Replikationsmechanismus handelt, der von extrasolaren Außerirdischen geschaffen und auf der Phoebe platziert wurde, die dann in das Sonnensystem geschossen wurde, um die Erde zu erreichen und ihre frühe Biosphäre zu kapern, um etwas zu erschaffen. Protogen, der Konzern, der das Wesen auf Phoebe entdeckt und es „Protomolekül“ genannt hatte, ließ es auf Eros als Experiment freisetzen, um herauszufinden, wozu es bestimmt war. Sie hatten den Angriff auf den Cant unter falscher Flagge durchgeführt, um einen Krieg zu beginnen, der das Sonnensystem von den Geschehnissen auf Eros ablenken sollte. Die Roci-Besatzung vernichtet die Anubis und kehrt zur Tycho-Station zurück, wo sie entdeckt, dass Daten von Eros an eine geheime Protogen-Einrichtung übertragen werden. Sie greifen die Station an, wobei die Roci die beiden Tarnkappenschiffe, die sie bewachen, zerstört und Miller und Fred einen Entertrupp anführen, der aus Freds OPA-Soldaten besteht, denen es gelingt, die Station zu kapern.
Der leitende Wissenschaftler, Antony Dresden, enthüllt, dass alle Wissenschaftler auf der Station modifiziert wurden, um ethische Beschränkungen zu beseitigen, so dass sie ihre Forschungen emotionslos und ohne Empathie für die Opfer auf Eros durchführen können. Er betont, wie wichtig es ist, das Protomolekül zu verstehen, nicht nur wegen seines wissenschaftlichen Wertes, sondern auch, um sich vor der eindeutigen Bedrohung durch die Außerirdischen zu schützen, die es geschaffen haben. Als Miller erkennt, dass Dresdens Argumentation wahrscheinlich von den Machthabern auf der Erde und dem Mars akzeptiert wird und er seine grausamen Forschungen fortsetzen darf, erschießt er Dresden ohne Vorwarnung und verärgert Holden. „Er wollte damit durchkommen“, erklärt Miller später, „er hat uns dazu überredet. Die ganze Sache mit den Sternen und dem Schutz vor dem, der das Ding auf die Erde geschossen hat? Ich dachte schon, vielleicht sollte er damit durchkommen. Vielleicht waren die Dinge einfach zu groß für Recht und Unrecht.“ Zurück auf Tycho schmieden Miller und Fred einen Plan zur Zerstörung von Eros, um zu verhindern, dass jemand anderes versucht, eine Probe des Protomoleküls zu erhalten. Sie beabsichtigen, Tychos Hauptprojekt, das riesige Mormonen-Generationenschiff Nauvoo, zu beschlagnahmen und es mit der richtigen Geschwindigkeit und im richtigen Winkel in Eros zu rammen, um es in die Sonne zu schleudern. Miller führt ein Team zum Äußeren von Eros, um dort Bomben zu platzieren, die die Öffnungen zur Explosion bringen, damit niemand hineingelangen und Proben des Protomoleküls entnehmen kann, bevor es zerstört wird. Dann beschließt er, zurückzubleiben und zu sterben, wenn die Bomben explodieren. Kurz bevor die Nauvoo auf die Station trifft, wird die Flugbahn von Eros auf unerklärliche Weise verändert. Das Protomolekül verfügt über eine fortschrittliche Methode des Raumflugs, mit der die Schwerkraft und die Trägheit aufgehoben werden können. Eros nimmt daraufhin Kurs auf die Erde, die größte Biomassequelle des Sonnensystems, und zwar mit einer Geschwindigkeit, die kein von Menschen gebautes Schiff erreichen kann. Miller wirft eine der Bomben in die Station und versucht, deren Manövrierfähigkeit zu zerstören. Als er jedoch den Stimmen im Kommunikationssystem lauscht, stellt er fest, dass Eros von Julie Mao gesteuert wird, die glaubt, sie steuere ihr Rennboot. Er stellt fest, dass ihr infizierter Körper der Wirt in einer parasitären Beziehung mit dem Protomolekül ist. Es gelingt ihm, sie davon zu überzeugen, Eros von der Erde weg zu steuern. Die Station stürzt auf die Oberfläche der Venus, wo das Protomolekül beginnt, eine neue, unbekannte Struktur zu errichten.

## Erzählperspektiven
Die einzelnen Kapitel werden durch wechselnde Perspektiven (stets in der 3. Person) eines Hauptcharakters erzählt. Der Name der Person ist gleichzeitig die Kapitelüberschrift, mit Ausnahme des Prolog und des Epilog.
- Prolog: Julie Mao (Juliette Andromeda Mao) stammt von der Erde. Ihr Vater ist Jules-Pierre Mao, der Leiter des Mao-Kwikowski-Unternehmens, das zu den Top 50 Firmen des Sonnensystems gehören. Julie ist vor ihrer Familie geflohen und befindet sich an Bord des Belter Frachters Scopuli. Sie sympathisiert mit den Gürtlern und ist OPA Mitglied.
- James (Jim) Holden, von der Erde stammend, stellvertretender Kommandant (englisch: XO) des Eisfrachters Canterburry der Pure'n Kleen Water Company, das den Asteroidengürtel mit Eis aus den Saturnringen versorgt.
- Josephus (Joe) Miller, Gürtler von der Ceres-Station, ist Inspektor der Sicherheitsfirma Star Helix Security; diese private Securityfirma irdischen Ursprungs ist für die Sicherheit auf Ceres verantwortlich.
- Epilog: Frederick Lucius (Fred) Johnson, ehemaliger Oberst der Erde-Mars-Koalition, der für ein Massaker an einer Gürtler Station verantwortlich war, dann die Seiten wechselte. Nun einer der Anführer der OPA.

## Rezeption
Kirkus Reviews,  Locus Online und andere Kritiker lobten den Roman. Die Action-Sequenzen des Buches wurden von SF Signal hervorgehoben, und Tor.com schrieb, das Buch habe einen „befriedigenden Abschluss“. Wired.comʼs GeekDad lobte den Roman dafür, dass er keine „übermäßig komplexen Beschreibungen der Arbeitsweise von Regierungen und Unternehmen“ oder „erfundene Wörter und kryptische Namen“ enthält. Guy Molinari „zeigte sich überrascht“, dass ein fiktives Weltraum-„Frachtschiff Guy Molinari“ im Jahr 2012 nach der NYC Staten Island „Guy V Molinari“-Fähre benannt wurde.
Einer der wichtigsten Subtexte des Romans wurde von Frederick A. de Armas hervorgehoben, der ausführlich auf die vielen Elemente eingeht, die aus Miguel de Cervantesʼ Don Quijote stammen. In Kapitel 17 des Romans beispielsweise erhält eine Besatzung auf der Flucht unter der Führung des Erdenbürgers Jim Holden das Kommando über eine hochmoderne Mars-Fregatte. Nachdem sie verfolgt werden, können sie einen neuen Transponder zur Tarnung des Schiffes einsetzen: „Holden tippte auf das Kommunikationssystem an der Wand. Nun, Besatzung, willkommen auf dem Gasfrachter Rocinante.“ „Was bedeutet der Name überhaupt?“ sagte Naomi, nachdem er die Taste losgelassen hatte. Es bedeutet, dass wir ein paar Windmühlen finden müssen. Zusätzlich zu einem schnellen Frachter, der den Namen von Don Quijotes Pferd trägt, untersucht De Armas die Verwendung von Parodie im Roman, die quixotischen Einstellungen, die sich bei Jim Holden und Joe Miller entwickeln, das Bild von Julie Mao als Dulcinea und die Bedeutung der Windmühlen oder Riesen. Für Robin Seemangal, der sich mehr auf die Fernsehserie als auf den Roman stützt, haben die quixotischen Windmühlen mit der Wahrnehmung zu tun. Als James Holden auf eine Ebene mit Windmühlen stößt, könnten sich diese auf die UNO, den Mars oder die OPA beziehen „[...] und wie er sie wahrnimmt, sind sie oft nicht das, was sie sind“.